# Samuel Klingenstierna
Samuel Klingenstierna (n. 18 august 1698, Q10551853⁠(d), Comitatul Östergötland, Suedia – d. 3 noiembrie 1765, Stockholm, Suedia) a fost un matematician și fizician suedez, profesor la Universitatea din Uppsala.
În 1762 a câștigat Premiul Academiei Ruse de Științe pentru cea mai bună tehnologie de fabricare a elementelor optice fără aberații cromatice.